# Керрі Хокс
Керрі Хоукс — режисер і аніматор , що не відповідає гендерним вимогам .    Один з їхніх найвідоміших проектів — анімаційний фільм Black Enuf, який досліджує теми ідентичності та культурної різноманітності. 

## Молодість і освіта
Керрі народилися в Гранд-Рапідс, штат Мічіган, і виросли в Канзас-Сіті, штат Міссурі . Вони закінчили коледж Барнарда, отримавши ступінь бакалавра в галузі історії мистецтв і образотворчого мистецтва, а також здобули ступінь бакалавра графічного дизайну в Університеті штату Джорджія.

## Кар'єра
Вони малування Керрі також захоплюються виготовленням ляльок, театральними перформансами та анімацією. 
Перший документальний короткометражний фільм Керрі, Даліла, був удостоєний нагороди за найкращий експериментальний фільм на кінофестивалі Reel Sisters of Diaspora Film Festival у 2012 році. Їхній другий документальний короткометражний фільм, black enuf*, отримав часткове фінансування від фондом The Jerome Foundation та був включений до програми Black Public Media AfroPop. Фільм отримав нагороду за найкращу анімацію на Першому міському кінофестивалі та приз глядацьких симпатій за найкращий жіночий короткометражний фільм на кінофестивалі Out on Film в Атланті. Керрі також брали участь у Black Women Artist для Black Lives Matter у Новому музеї сучасного мистецтва, були обрані для Freedom Artist Residency у музеї Квінса та отримали резиденцію Jerome Camargo в 2019 році.  

## Вибрані виставки
- 2018 Solo – black enuf*, Музей мистецтв Нельсона-Аткінса [12]
- 2018 Group – Family, Community, and Shorts, Museum of Fine Arts, Houston [13]
- 2017 Група – Black Queer Brooklyn on Film, Бруклінський музей [14]
- 2017 Solo – black enuf*, Музей сучасного мистецтва Кемпера [15]

## Зовнішні посилання
- Carrie Hawks на сайті IMDb (англ.)
- Maroonhorizon